# Велихан, Сона Ибрагим кызы
Сона Ибрагим кызы Велихан (азерб. Sona İbrahim qızı Vəlixan; 19 июня 1883, Харьков — 4 апреля 1982) — азербайджанский советский офтальмолог, доктор медицинских наук, профессор, Заслуженный деятель науки Азербайджанской ССР (1942). Первая женщина-азербайджанка, получившая диплом врача. Сыграла большую роль в развитии азербайджанской офтальмологии.

## Биография
Сона Ибрагим кызы Велихан родилась 19 июня 1883 года в Харькове в семье врача. Среднее образование получила также в Xарькове.
В 1900 году уехала в Швейцарию, где проучилась один год в университете города Лозанны. Лишь в 1908 году, Велихан сумела завершить свое образование, окончив Женский медицинский институт в Петербурге. Таким образом она стала одной из первых женщин-азербайджанок с высшим образованием и первой женщиной-азербайджанкой, получившей диплом врача. После окончания института работала на медицинском факультете Xарьковского университета.
До 1939 года Сона Велихан работала ассистентом, доцентом и профессором на кафедре глазных болезней Азербайджанского медицинского института. В 1931 году опубликовала статью «О патологической анатомии эндофтальмита», что было оценено Комитетом по Нобелевским премиям. В 1941 году Комитет за выдающиеся заслуги в развитии офтальмологии и борьбе с трахомой представил Сону Велихан к Нобелевской премии по медицине, однако из-за начавшейся Второй мировой войны ежегодное присуждение Нобелевских премий было приостановлено.
С 1939 по 1971 год была заведующей кафедрой глазных болезней Азербайджанского государственного института совершенстования врачей имени А. Алиева. В период с 1945 по 1950 год Велихан была председателем Общества офтальмологов Азербайджанской ССР. В 1942 году её было присвоено звание Заслуженного деятеля науки Азербайджанской ССР.
С 1946 по 1960-е годы была заместителем директора Азербайджанского научно-исследовательского офтальмологического института. Велихан является автором более 60 научных трудов, в том числе и 2 монографий. Её работы посвящены в основном проблемам трахомы, глаукомы, повреждениям глаза и морфологическим изменениям повреждённого глаза в результате лепры, сифилиса, туберкулёза и различных опухолей.
Большую часть своей жизни Велихан посвятила подготовке кадров среди офтальмологов. Под её руководством три человека защитили докторскую, 18 — кандидатскую диссертации. Профессор Сона Велихан вела консультативные, научно-педагогические работы, занималась общественной деятельностью. Награждена орденами и медалями. Скончалась Сона Велихан 4 апреля 1982 года. На стене дома в Баку (пр. Гусейна Джавида, 20), где с 1971 по 1982 год проживала Велихан, установлена мемориальная доска с её барельефом.